# Abschatter
Als Abschatter, Flag oder veraltet Neger bezeichnet man in Studios für Bildaufnahmen Abschirmungen zum Abhalten von Lichteinfall. Im Theaterbereich dienen sie zum Aufrechterhalten der optischen Geschlossenheit einer Kulisse.

## Abschatter in der Fototechnik
In der Studiofotografie sowie bei Film und Fernsehen ist Abschatter oder Flag  die übliche Bezeichnung für einen beliebigen dunklen Schirm, der zwischen einem Motiv und den umgebenden Lichtquellen positioniert wird, um den Lichteinfall auf das Motiv oder lokale Reflexionen auf der Motivoberfläche zu steuern. Auch störender Fremdlichteinfall auf das Objektiv kann durch solches Abschatten unterbunden werden. Zur Verwendung als Abschatter ist prinzipiell jedes Material geeignet, das lichtundurchlässig, nicht reflektierend, vorzugsweise leicht und in die jeweils erforderliche Form zu bringen ist. Üblicherweise werden schwarze Karton- oder Schaumstofftafeln verwendet, für größere Flächen auch schwarze Stoffbahnen, für kleine Flächen (auch direkt an Lampe oder Blitzgerät) Folien aus schwarz matt eloxierter Aluminiumfolie.
Insbesondere die Kontrolle von Reflexionen auf spiegelnden Motivoberflächen (beispielsweise Autolack) erfordert häufig große Präzision bei der Anwendung von Abschattern, die auf das jeweilige Motiv individuell zugeschnitten und exakt positioniert werden müssen.
Als Gegenstück zum Abschatter oder Flag kann der Aufheller gelten, eine helle Fläche, die das Aufnahmelicht auf ansonsten unzureichend beleuchtete Motivpartien reflektiert.

## Abschatter auf Theaterbühnen
Ähnlich dem Bereich der Fotostudios werden oder wurden auch auf Theaterbühnen kleine, auf aufstellbare Holzrahmen gespannte schwarze Stoffwände als „Neger“ bezeichnet, die dazu dienen, bei Abgängen durch die Kulisse für die Zuschauer den Einblick in die Hinter- oder Seitenbühne zu verhindern. Damit wird die Kulisse optisch als eine Geschlossenheit bewahrt. Im Gegensatz zum Studiobereich gelten oder galten hier auch helle Blendwände als „Neger“.